# Гундар-Гошен, Айелет
Айелет Гундар-Гошен (ивр. איילת גונדר-גושן‎; род. 1982, Израиль) — израильский психолог, писатель и сценарист. Пишет на иврите. Лауреат престижной премии Сапира (2012) за дебютный роман «Одна ночь, Маркович» (לילה אחד, מרקוביץ‎, издательство «Кинерет Змора Двир»).

## Биография
Родилась в 1982 году в Израиле.
Окончила Тель-Авивский университет по специальности «клиническая психология» и Школу кино и телевидения Сэма Шпигеля в Иерусалиме, где изучала сценарное искусство.
Служила в ЦАХАЛ военным репортёром официального издания Военно-воздушных сил Израиля — журнала בטאון חיל האוויר, выходящего раз в два месяца.
Во время учёбы в университете начала работать редактором новостей в ежедневной газете «Едиот ахронот». Работала в Ассоциации в защиту гражданских прав в Израиле.
Преподаёт на факультете дизайна Холонского технологического института (HIT).

## Творчество
Дебютный роман «Одна ночь, Маркович» (לילה אחד, מרקוביץ'‎, 2012) получил престижную премию Сапира 2012 года за лучшую дебютную книгу. Переведён на английский язык Сондрой Сильверстон (Sondra Silverston). Действие романа происходит во время Второй мировой войны и британского мандата в Палестине. Израильтянин Яков Маркович вступает с Беллой Зейдман в фиктивный брак в Европе, чтобы привести её в Израиль. Однако в Израиле он отказывает женщине в разводе. Роман основан на реальных событиях. Роман адаптирован для сцены её мужем и Ирадом Рубинштейном и поставлен Ирадом Рубинштейном в 2018 году в театре «Бейт-Лесин».
Второй роман «Пробуждение львов» (להעיר אריות‎, 2014) переведён на английский язык Сондрой Сильверстон. Герой романа — нейрохирург Эйтан Грин сбивает на смерть мигранта из Эритреи и скрывается с места ДТП. Вдова шантажирует врача.
Третий роман «Лгунья» (השקרנית והעיר‎, 2017) переведён на русский язык Борисом Боруховым и издан московским издательством «Синдбад» в 2019 году. Книга переиздана в 2020 году. Роман рассказывает о девушке, ложно обвинившей мужчину в попытке изнасилования. Роман основан на реальных событиях. Картина «Лгунья» Юлии Трофимовой  по одноимённому роману Айелет Гундар-Гошен завоевала серебряного «Святого Георгия» за лучший фильм конкурса «Русские премьеры» 46-го Московского международного кинофестиваля (ММКФ), проходившего в апреле 2024 года. Съёмки проходили в Нижнем Новгороде.
Четвёртый роман «Охота на волка» (רילוקיישן‎, 2021) переведён на английский язык. Роман рассказывает об американке израильского происхождения, которая становится детективом, чтобы узнать правду о сыне.
В 2018 году на экраны вышел фильм «Проклятые», соавтором которого вместе с мужем стала Айелет. Режиссёр — Евгений Руман.

## Личная жизнь
Муж — Йоав Шотан (ивр. יואב שוטן‎; род. 8 июня 1980). У пары двое детей.